# Telahun Haile Bekele
Telahun Haile Bekele (amharisch ጥላሁን ኃይሌ በቀለ; * 13. Mai 1999) ist ein äthiopischer Langstreckenläufer.

## Sportliche Laufbahn
Erste Erfahrungen bei internationalen Meisterschaften sammelte Telahun Haile Bekele bei den U20-Weltmeisterschaften 2018 im finnischen Tampere, bei denen er in 13:23,25 min den fünften Platz im 5000-Meter-Lauf belegte.
2019 wurde Bekele äthiopischer Meister im 5000-Meter-Lauf. Einen Monat später siegte er bei der Golden Gala in Rom in 12:52,98 min, wobei er Selemon Barega, der später im Jahr noch Vizeweltmeister auf dieser Distanz wurde, im Schlussspurt besiegte. Bekele selbst belegte dort den 4. Platz. Anfang 2020 lief Bekele zwei Hallenrennen über 3000 m, wobei er in Liévin eine neue Bestzeit von 7:38,85 min aufstellte. Im Sommer lief Bekele aufgrund von Verletzungen keine Wettkämpfe. Auf seinem Twitter-Account postete er aber Fotos von seiner Hochzeit. 2021 startete er bei den äthiopischen Qualifikationswettkämpfen für die Olympischen Spiele in Tokio über 5000 m, beendete das Rennen aber nicht und konnte sich so auch nicht qualifizieren. Zwei Tage später, am 10. Juni, lief Bekele bei der Golden Gala, die wegen eines Fußball-Europameisterschaftspiels von Rom nach Florenz verlegt worden war, in 13:18,29 min auf den 10. Platz über die 5000 Meter. Nach einer mehr als achtmonatigen Wettkampfpause startete Bekele im März 2022 bei einem 5-km-Straßenlauf in Lille und konnte dort in einer Zeit von 13:10 min siegen. Diese Zeit entspricht Platz 9 in der Allzeitbestenliste über diese Distanz. Im April wurde er äthiopischer Vizemeister über die 5000 m. Im Juni siegte er in 13:03,51 min bei den Bislett Games und schied anschließend bei den Weltmeisterschaften in Eugene mit 13:24,77 min im Vorlauf aus. 

## Persönliche Bestzeiten
- 3000 Meter: 7:25,48 min, 17. September 2023 in Eugene (Oregon)
  - 3000 Meter (Halle): 7:38,85 min, 19. Februar 2020 in Liévin
- 5000 Meter: 12:42,70 min, 21. Juli 2023 in Monaco
- 10-km-Straßenlauf: 27:29 min, 18. Dezember 2022 in Houilles